# Notoxus manitoba
Notoxus manitoba är en skalbaggsart som beskrevs av Chandler 1982. Notoxus manitoba ingår i släktet Notoxus och familjen kvickbaggar. Inga underarter finns listade i Catalogue of Life.